# Драган Стокић
Драган Стокић (Париз,  23. мај 1973) српски је позоришни глумац.

## Биографија
Завршио средњу глумачку школу у Нишу у класи Миме Вуковић Курић. Дипломирао је глуму на Факултету уметности у Приштини у класи Милана Плећаша. 
Први професионални ангажман добио са 11 година у крагујевачком Театру „Јоаким Вујић“ (данас Књажевско-српском театру). Стални је члан глумачког ансамбла Књажевско-српског театра у Крагујевцу. 
Играо је у представама позоришта у Зајечару, Нишу, Београду, Суботици, Краљеву и Приштини. Учествовао у поемама Похвала животу групе аутора, Сто за једног М. Станковића и Између неба и земље В. Стевановића на Великом школском часу у Шумарицама.
Добио је Награду за најбољег младог глумца на Данима комедије у Јагодини за улогу Тинчека у представи Мој тата социјалистчки кулак 1985. године и награду за младог глумца за улогу Мићуке у представи Голубњача на Позоришним сусретима „Јоаким Вујић“ у Ужицу 1991. године. Добитник је колективне Годишње награде Књажевско-српског театра као део ансамбла представе Четири брата 2019. године.
Остварио улоге у ТВ серијама Карађорђе – путевима кроз Србију, Лифт, Јелена, Село гори а баба се чешља, Паура ди амаре, Европа, бре!, Андрија и Анђелка и Пси лају, ветар носи и у играним филмовима Жућко, прича о Радивоју Кораћу и Споразум

## Улоге
У Књажевско-српском театру остварила следеће улоге: 
Тинчек (Т. Партљич, Мој тата социјалистички кулак),  
Мали дивјак (Ј. Вујић, Фернандо и Јарика), 
Плашљиви лав (Ф. Баум, Чаробњак из Оза), 
Црно дете (Б. Нушић, Пут око света), 
Ване Сироче (Д. Ковачевић, Свети Георгије убива аждаху), 
Мићука (Ј. Радуловић, Голубњача), 
Макро Луис, касније Судија (А. Жари, Краљ Иби), 
Мориц Штифтел (Ф. Ведекинд, Буђење пролећа), 
Немања Аксентијевић (И. Панић, Сад се смеј, Сотире), 
Рапа (М. Настасијевић, Код Вечите славине), 
Змај (С. Пешић, Гуска на месецу), 
Монах-стражар (Б. Брехт, Галилејев живот), 
Мали (Ђ. Милосављевић, Искористи дан), 
Мића Станимировић (Б. Нушић, Ожалошћена породица), 
Було (Ж. Фејдо, Хотел „Слободан промет“), 
Сале (Ђ. Милосављевић, Гола Вера), 
Човек са дрвета (М. Јеремић, Милош Велики), 
Меркуцио (В. Шекспир, Ромео и Јулија), 
Роман (Л. Андрејев/А. Червински/С. Бекет, Реквијем), 
Први Јован (Ђ. Милосављевић, Контумац или Берман и Јелена), 
(Есхил, Седам, копродукција са Академским камерним хором „Лицеум“ из Крагујевца), 
Краканел (Ј. Л. Карађале, Карневалски призори), 
Гарсули и Лажни Волков (М. Црњански, Сеобе), 
Таксиста Хејнс (Џ. Дјукс, П. Мид и Д. Парнел, Теза),
Теча Јаков (Б. Нушић, Госпођа министарка), 
Бани (М. Флајсер, Пионири у Инголштату), 
Официр (Х. Пинтер/Х. Милер/Платон, Клуб Нови светски поредак), 
Радисав и Књаз Милош (Ђ. Милосављевић, Ђаво и мала госпођа), 
Наил (Н. Брадић, Ноћ у кафани Титаник), 
Ансамбл (Р. Бин, Један човек, двојица газда), 
Поротник 7 (Р. Роуз, Дванаесторица гневних људи, копродукција са Босанским народним позориштем из Зенице и Казалиштем Вировитица), 
Боб Јуил (Х. Ли, Убити птицу ругалицу),
Бенџамин (Г. Марковић, Зелени зраци), 
Радојко (Н. Савић, Опет плаче, ал’ сад од среће),
Бранислав (Р. Тишма, Четири брата), 
Наркоман и Полицајац 2, Политичар 5 и Бледуњави 4 (П. Михајловић, Двеста),
Лала (В. Стојановић, Воћни дан),  Стојадин (М. Мрачевић, Успомене на „Црвену заставу“).